# Швидкий синій оптичний транзієнт

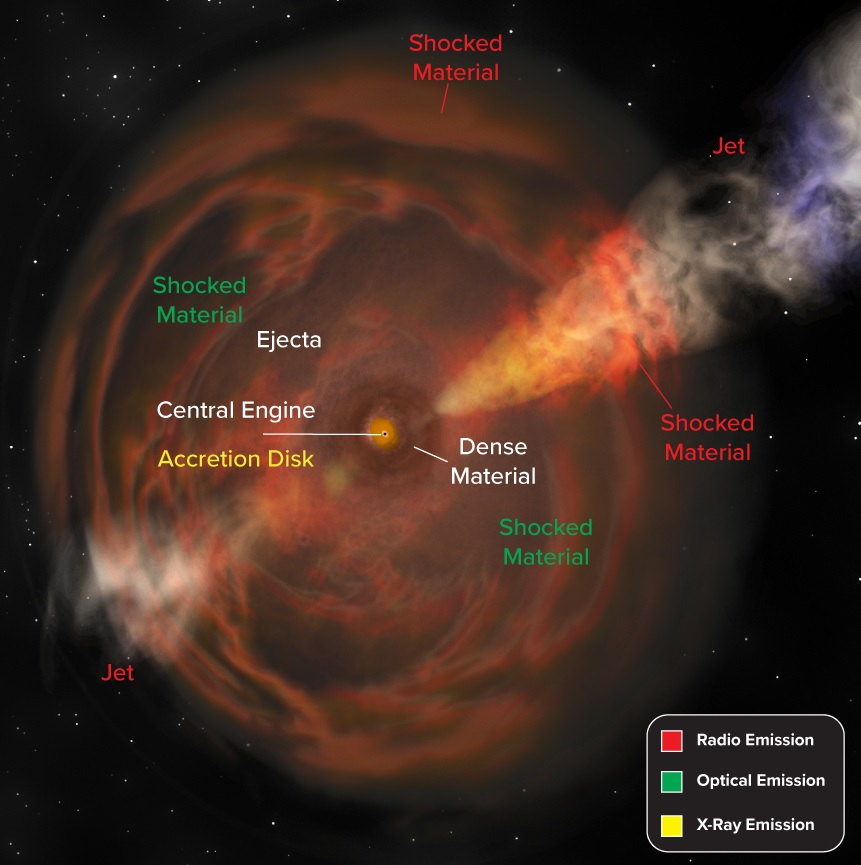
Ілюстрація швидкого синього оптичного транзієнта

Швидкий синій оптичний транзієнт (англ. fast blue optical transient, FBOT, або luminous fast blue optical transient, LFBOT) — вибуховий транзієнт (тобто короткочасне збільшення яскравості астрономічного об'єкта), схожий на наднові зорі та гамма-спалахи з високою оптичною світністю, швидкою еволюцією та переважно синім спектром. Походження таких вибухів наразі нез'ясоване.

## Опис
На швидкі сині оптичні транзієнти припадає не більше 0,1 % від загальної кількості наднових з колапсом ядра. Цей клас транзієнтів спочатку з'явився в результаті великих оглядів неба на космологічних відстанях, але останніми роками невелика їх кількість була виявлена в локальному Всесвіті, зокрема AT 2018cow.
Точне визначення того, що є «швидким синім оптичним  транзієнтом», наразі є предметом суперечок у літературі і визначається переважно спостережними властивостями, а не фізичними механізмами (які досі невідомі). Навіть у межах цього класу велика кількість явищ при більш детальному розгляді демонструє значні варіації у властивостях, що може вказувати на різні механізми вибуху.

## Список
Деякі швидкі сині оптичні транзієнти отримують неформальні імена на честь видів тварин, чиї англомовні назви схожі на комбінації літер у позначеннях цих явищ.
| Подія                     | Повідомлення | Дата       | Обсерваторія   | Примітки |
| ------------------------- | ------------ | ---------- | -------------- | --- |
| AT 2018cow                | 2018 рік     | 16.06.2018 | ATLAS          | «Корова» (англ. Cow). Найближчий відомий FBOT і подія з найбагатшим набором даних, що робить його прототипом класу. Пікова яскравість {\displaystyle L_{pk}\sim 10^{44}erg\ s^{-1}}. |
| ZTF18abvkwla (AT 2018lug) | 2020 рік     | 12.09.2018 | ZTF            | «Коала» (Koala). Максимальна чорнотільна температура понад 40 000 К. |
| CSS161010                 | 2020 рік     | 10.10.2016 | CRTS           | Демонструє помірно релятивістські потоки (55 % швидкості світла). |
| AT 2020xnd (ZTF20acigmel) | 2021 рік     | 12.10.2020 | ZTF            | «Верблюд» (Camel). |
| AT 2020mrf                | 2022 рік     | 12.06.2020 | Спектр-РГ, ZTF | У 200 разів яскравіший у спектрі рентгенівського випромінювання на його піку, ніж AT 2018cow і CSS161010.                                                                            |
| AT 2022tsd                | 2023 рік     | 07.09.2022 | ZTF            | «Тасманійський диявол» (Tasmanian Devil), хвилинні оптичні спалахи, що вказують на NS / BH від невдалої події наднової.                                                              |
| AT 2023fhn                | 2023 рік     | 10.04.2023 | ZTF            | «Зяблик» (Finch) або «Оленя» (Fawn). |
| AT 2023vth (ZTF23ableqsp) | 2023 рік     | 18.10.2023 | ZTF            | Перший FBOT, позначений як такий на Сервері імен транзієнтів (англ. Transient Name Server).                                                                                          |

## Галерея
|                           |
| Порівняння SN, GRB і FBOT |

|                                    |
| Яскравість AT2018cow та інших явищ |

|                           |
| Оптичні спектри AT2018cow |

|                                            |
| Рентгенівська світність FBOT та інших явищ |